# Сърдечносъдови заболявания
Сърдечносъдовите заболявания са група болести, засягащи сърцето и кръвоносните съдове (артерии и вени). Тя обхваща всички заболявания на сърдечносъдовата система, като сърдечните болести, съдовите болести на мозъка и бъбреците и периферните артериални болести. Причините за сърдечносъдовите заболявания са различни, но най-честите са атеросклерозата и артериалната хипертония.
Основните механизми варират в зависимост от заболяването. Коронарната артериална болест, инсултът и периферната артериална болест включват атеросклероза. Тя може да бъде причинена от високо кръвно налягане, тютюнопушене, диабет, липса на физически упражнения, затлъстяване, висок холестерол, неблагоприятно хранене и прекомерна употреба на алкохол. Високото кръвно налягане е най-големият причинител на сърдечносъдови заболявания, като на него се падат приблизително 13% от смъртните случаи. Ревматична сърдечна болест може да настъпи след нелекуван стрептококов фарингит. Голяма част от случаите се дължат и на генетична семейна предразположеност.
Оценено е, че до 90% от сърдечносъдовите заболявания са предотвратими. Употребата на аспирин за превенция от хора, които иначе са здрави, е с неясна полза.
Сърдечносъдовите заболявания са водеща причина за смъртта във всички части на света, с изключение на Африка. Те са отговорни за 17,9 милиона смъртни случая (32,1%) през 2015 г., което е повишение от 12,3 милиона смъртни случая (25,8%) през 1990 г. Коронарната артериална болест и инсултът представляват 80% от смъртността от сърдечносъдови заболявания при мъжете и 75% от смъртността при жените. Повечето такива заболявания засягат по-възрастните хора. Диагностицирането обикновено се случва около 7 – 10 години по-рано при мъжете, отколкото при жените. В България, около 65% общата смъртност на населението се причинява от този вид заболявания.